# Canadese parken van de Rocky Mountains

De Canadese parken van de Rocky Mountains (Engels: Canadian Rocky Mountain Parks, Frans: Parcs des montagnes Rocheuses canadiennes) is een werelderfgoedlocatie in de Canadese Rocky Mountains.
In het Canadese deel van de Rocky Mountains bevinden zich vier nationale parken. De parken Banff, Jasper, Kootenay en Yoho vormen samen met de drie provinciale parken Hamber, Mount Assiniboine en Mount Robson in Brits-Columbia de werelderfgoedlocatie.
Het vijfde Canadese nationale park in het gebergte (Nationaal park Waterton Lakes) is verder zuidelijker gelegen en valt niet onder deze werelderfgoedinschrijving. Het heeft echter samen met het Amerikaanse Glacier National Park een zelfstandige werelderfgoedinschrijving.
- Library of Congress Control Number: sh2012002692
- Nationale Bibliotheek van Israël: 987007590784505171
- Virtual International Authority File: 315169215

Anticosti · Dinosauruspark · Grand Pré · Gros Morne · Gwaii Haanas en Haida (Ninstints) · Head-Smashed-In Buffalo Jump · Fossielkliffen van Joggins · Kluane, Wrangell-St. Elias, Glacier Bay en Tatshenshini-Alsek · L'Anse aux Meadows · Oud-Lunenburg · Miguasha · Mistaken Point · Nahanni · Pimachiowin Aki · Oud-Québec · Red Bay · Rideau Canal · Canadese parken van de Rocky Mountains · Tr'ondëk-Klondike · Waterton Glacier · Wood Buffalo · Writing-on-Stone Provincial Park